# Omar Colley
Omar Colley (Banjul, 24 ottobre 1992) è un calciatore gambiano, difensore dell'Al-Diriyah, della nazionale gambiana, di cui è capitano.

## Biografia
Suo cugino Ebrima (nato nel 2001) è anch'egli un calciatore professionista.
Di fede musulmana, nel maggio del 2018 ha intrapreso il pellegrinaggio minore alla Mecca insieme a Mbwana Samatta, suo compagno di squadra al Genk.

## Caratteristiche tecniche
È un difensore centrale di piede sinistro, bravo nell'impostare il gioco anche tramite lanci lunghi. In più è anche forte fisicamente e nel gioco aereo.
Anche per via delle sue caratteristiche, è stato soprannominato K2 dai tifosi del Genk.

## Carriera

### Club

#### Gli inizi in Gambia
Ha giocato in Gambia con il Wallidan sia a livello giovanile che in prima squadra. Durante la sua permanenza nel club africano, Colley ha svolto due provini per gli americani dello Sporting Kansas City, uno nel 2010 e uno nel 2011, ma l'accordo non fu possibile poiché il club statunitense non ha trovato l'intesa economica con il Wallidan. Anziché approdare nella Major League Soccer il giocatore è rimasto in Gambia, trasferendosi al Real de Banjul dove ha contribuito alla conquista del titolo nazionale 2012.

#### KuPS e Djurgården
Nel gennaio del 2013 Colley si è accasato ai finlandesi del KuPS. Anche in questo caso nel frattempo ha svolto un paio di provini, con club di 2. Bundesliga: l'Arminia Bielefeld aveva presentato un'offerta, giudicata però troppo bassa dal KuPS.
Nell'agosto 2014 è stato ufficializzato il suo passaggio agli svedesi del Djurgården, trasferimento valido a partire dal 1º gennaio seguente, alla scadenza del precedente contratto. Ha debuttato il 22 febbraio 2015 in Coppa di Svezia contro l'Ängelholm. In una stagione e mezzo ha collezionato 44 presenze e 5 reti in campionato.

#### Genk
Dopo un anno e mezzo trascorso al Djurgården, nell'agosto 2016 è stato reso ufficiale il suo passaggio ai belgi del Genk per circa 2 milioni di euro. Tra le file del club belga totalizza 26 presenze in campionato alla prima stagione, giocando quasi tutte le partite di Europa League e segnando anche un gol, negli ottavi di finale contro il Gent. Al suo secondo anno in Belgio totalizza 28 presenze e un gol, alla penultima giornata di campionato contro il Waasland-Beveren.

#### Sampdoria
Dopo due stagioni in Belgio, il 19 giugno 2018 Colley passa alla Sampdoria per 7.5 milioni di euro, più 2 milioni di bonus. Diventa così il primo calciatore gambiano della storia della formazione blucerchiata. Esordisce in Coppa Italia il 12 agosto 2018 nella partita vinta di misura contro la Viterbese per 1-0 e il 26 agosto in Serie A nella partita persa 1-0 contro l'Udinese.
Nella prima stagione diviene titolare nel girone di ritorno, mentre nella seconda è titolare sin dall'inizio della difesa doriana diventandone leader (specialmente sotto la gestione Ranieri), salvo poi perdere il posto nell'11 iniziale a causa di alcune prestazioni sottotono. Alla ripresa del campionato post-lockdown, torna a esprimersi a buoni livelli.
Il 26 settembre 2020, in occasione della sconfitta per 2-3 contro il Benevento, realizza la sua prima rete sia con la maglia della Sampdoria che in Serie A.

#### Beşiktaş
Il 9 febbraio 2023, Colley passa a titolo definitivo al Beşiktaş, squadra della Süper Lig turca, per 2,3 milioni di euro, firmando un contratto valido fino al 30 giugno 2025, con un'opzione per un'ulteriore stagione.

### Nazionale
Colley ha fatto parte della formazione del Gambia Under-17 che nel 2009 ha vinto i campionati africani di categoria, mentre nel 2011 ha partecipato alla stessa competizione ma nella categoria Under-20. Nel 2012 ha esordito con la nazionale maggiore. Il 25 marzo 2016 diventa ufficialmente il capitano del Gambia, debuttando con la fascia in occasione della partita di qualificazioni alla Coppa d'Africa 2016 tra Gambia e Mauritania.
Nel 2021 viene convocato per la Coppa d'Africa, la prima nella storia del Gambia. Gioca da titolare tutte le partite contribuendo a portare la sua Nazionale fino ai quarti di finale, dove verrà estromessa per mano del Camerun per 2-0.
Il 28 marzo 2023 realizza la sua prima rete per la nazionale decidendo la sfida contro il Mali (1-0).

## Statistiche

### Presenze e reti nei club
Statistiche aggiornate al 13 febbraio 2025.
| Stagione          | Squadra           | Campionato        | Campionato | Campionato | Coppe nazionali | Coppe nazionali | Coppe nazionali | Coppe continentali | Coppe continentali | Coppe continentali | Altre coppe | Altre coppe | Altre coppe | Totale | Totale |
| Stagione          | Squadra           | Comp              | Pres       | Reti       | Comp            | Pres            | Reti            | Comp               | Pres               | Reti               | Comp        | Pres        | Reti        | Pres   | Reti   |
| ----------------- | ----------------- | ----------------- | ---------- | ---------- | --------------- | --------------- | --------------- | ------------------ | ------------------ | ------------------ | ----------- | ----------- | ----------- | ------ | ------ |
| 2010              | Wallidan          | D1                | 0          | 0          | -               | -               | -               | -                  | -                  | -                  | -           | -           | -           | 0      | 0      |
| 2011              | Wallidan          | D1                | 15         | 0          | -               | -               | -               | -                  | -                  | -                  | -           | -           | -           | 15     | 0      |
| Totale Wallidan   | Totale Wallidan   | Totale Wallidan   | 15         | 0          |                 | -               | -               |                    | -                  | -                  | -           | -           | -           | 15     | 0      |
| 2012              | Real de Banjul    | D1                | 17         | 1          | -               | -               | -               | -                  | -                  | -                  | -           | -           | -           | 17     | 1      |
| 2013              | KuPS              | V                 | 26         | 2          | CF+CdL          | 4+8             | 0+1             | -                  | -                  | -                  | -           | -           | -           | 38     | 3      |
| 2014              | KuPS              | V                 | 31         | 4          | CF+CdL          | 2+2             | 0+0             | -                  | -                  | -                  | -           | -           | -           | 35     | 4      |
| Totale KuPS       | Totale KuPS       | Totale KuPS       | 57         | 6          |                 | 16              | 1               |                    | -                  | -                  |             | -           | -           | 73     | 7      |
| 2015              | Djurgården        | A                 | 27         | 3          | CS              | 3               | 0               | -                  | -                  | -                  | -           | -           | -           | 30     | 3      |
| 2016              | Djurgården        | A                 | 17         | 2          | CS              | 3               | 0               | -                  | -                  | -                  | -           | -           | -           | 20     | 2      |
| Totale Djurgården | Totale Djurgården | Totale Djurgården | 44         | 5          |                 | 6               | 0               | -                  |                    | -                  | -           | -           | -           | 50     | 5      |
| 2016-2017         | Genk              | D1                | 26+7+2     | 2+0+0      | CB              | 4               | 0               | UEL                | 13                 | 1                  | -           | -           | -           | 52     | 3      |
| 2017-2018         | Genk              | D1                | 28+9+1     | 1+0+0      | CB              | 5               | 0               | -                  | -                  | -                  | -           | -           | -           | 43     | 1      |
| Totale Genk       | Totale Genk       | Totale Genk       | 73         | 3          |                 | 9               | 0               |                    | 13                 | 1                  |             | -           | -           | 95     | 4      |
| 2018-2019         | Sampdoria         | A                 | 21         | 0          | CI              | 2               | 0               | -                  | -                  | -                  | -           | -           | -           | 23     | 0      |
| 2019-2020         | Sampdoria         | A                 | 31         | 0          | CI              | 1               | 0               | -                  | -                  | -                  | -           | -           | -           | 32     | 0      |
| 2020-2021         | Sampdoria         | A                 | 29         | 2          | CI              | 1               | 0               | -                  | -                  | -                  | -           | -           | -           | 30     | 2      |
| 2021-2022         | Sampdoria         | A                 | 32         | 0          | CI              | 1               | 0               | -                  | -                  | -                  | -           | -           | -           | 33     | 0      |
| 2022-gen. 2023    | Sampdoria         | A                 | 10         | 1          | CI              | 1               | 0               | -                  | -                  | -                  | -           | -           | -           | 11     | 1      |
| Totale Sampdoria  | Totale Sampdoria  | Totale Sampdoria  | 123        | 3          |                 | 6               | 0               |                    | -                  | -                  |             | -           | -           | 129    | 3      |
| gen.-giu. 2023    | Beşiktaş          | SL                | 10         | 0          | TK              | 0               | 0               | UCL                | -                  | -                  | ST          | -           | -           | 10     | 0      |
| 2023-2024         | Beşiktaş          | SL                | 22         | 7          | TK              | 3               | 0               | UECL               | 8                  | 1                  | -           | -           | -           | 33     | 8      |
| ago. 2024         | Beşiktaş          | SL                | 2          | 0          | TK              | 0               | 0               | UEL                | -                  | -                  | ST          | 1           | 0           | 3      | 0      |
| Totale Beşiktaş   | Totale Beşiktaş   | Totale Beşiktaş   | 34         | 7          |                 | 3               | 0               |                    | 8                  | 1                  |             | 1           | 0           | 46     | 8      |
| ago. 2024-2025    | PAOK              | SL                | 8          | 0          | CG              | 0               | 0               | UEL                | 5                  | 0                  | -           | -           | -           | 13     | 0      |
| Totale carriera   | Totale carriera   | Totale carriera   | 371        | 25         |                 | 40              | 1               |                    | 26                 | 2                  |             | 1           | 0           | 438    | 28     |

### Cronologia presenze e reti in nazionale
| Cronologia completa delle presenze e delle reti in nazionale ― Gambia | Cronologia completa delle presenze e delle reti in nazionale ― Gambia | Cronologia completa delle presenze e delle reti in nazionale ― Gambia | Cronologia completa delle presenze e delle reti in nazionale ― Gambia | Cronologia completa delle presenze e delle reti in nazionale ― Gambia | Cronologia completa delle presenze e delle reti in nazionale ― Gambia | Cronologia completa delle presenze e delle reti in nazionale ― Gambia | Cronologia completa delle presenze e delle reti in nazionale ― Gambia |
| Data                                                                  | Città                                                                 | In casa                                                               | Risultato                                                             | Ospiti                                                                | Competizione                                                          | Reti                                                                  | Note                                                                  |
| --------------------------------------------------------------------- | --------------------------------------------------------------------- | --------------------------------------------------------------------- | --------------------------------------------------------------------- | --------------------------------------------------------------------- | --------------------------------------------------------------------- | --------------------------------------------------------------------- | --------------------------------------------------------------------- |
| 15-12-2012                                                            | Benguela                                                              | Angola                                                                | 1 – 1                                                                 | Gambia                                                                | Amichevole                                                            | -                                                                     |                                                                       |
| 20-1-2013                                                             | Niamey                                                                | Niger                                                                 | 1 – 3                                                                 | Gambia                                                                | Amichevole                                                            | -                                                                     | Ingresso                                                              |
| 23-3-2013                                                             | Abidjan                                                               | Costa d'Avorio                                                        | 3 – 0                                                                 | Gambia                                                                | Qual. Mondiali 2014                                                   | -                                                                     | 80’                                                                   |
| 8-6-2013                                                              | Bakau                                                                 | Gambia                                                                | 0 – 3                                                                 | Costa d'Avorio                                                        | Qual. Mondiali 2014                                                   | -                                                                     | 47’                                                                   |
| 15-6-2013                                                             | Marrakech                                                             | Marocco                                                               | 2 – 0                                                                 | Gambia                                                                | Qual. Mondiali 2014                                                   | -                                                                     |                                                                       |
| 7-9-2013                                                              | Bakau                                                                 | Gambia                                                                | 2 – 0                                                                 | Tanzania                                                              | Qual. Mondiali 2014                                                   | -                                                                     |                                                                       |
| 13-6-2015                                                             | Durban                                                                | Sudafrica                                                             | 0 – 0                                                                 | Gambia                                                                | Qual. Coppa d'Africa 2017                                             | -                                                                     |                                                                       |
| 13-10-2015                                                            | Windhoek                                                              | Namibia                                                               | 2 – 1                                                                 | Gambia                                                                | Qual. Mondiali 2018                                                   | -                                                                     |                                                                       |
| 25-3-2016                                                             | Nouakchott                                                            | Mauritania                                                            | 2 – 1                                                                 | Gambia                                                                | Qual. Coppa d'Africa 2017                                             | -                                                                     | cap.                                                                  |
| 29-3-2016                                                             | Bakau                                                                 | Gambia                                                                | 0 – 0                                                                 | Mauritania                                                            | Qual. Coppa d'Africa 2017                                             | -                                                                     | cap.                                                                  |
| 4-6-2016                                                              | Bakau                                                                 | Gambia                                                                | 0 – 4                                                                 | Sudafrica                                                             | Qual. Coppa d'Africa 2017                                             | -                                                                     | cap.                                                                  |
| 27-3-2017                                                             | Rabat                                                                 | Rep. Centrafricana                                                    | 1 – 2                                                                 | Gambia                                                                | Amichevole                                                            | -                                                                     | cap.                                                                  |
| 11-6-2017                                                             | Cotonou                                                               | Benin                                                                 | 1 – 0                                                                 | Gambia                                                                | Qual. Coppa d'Africa 2019                                             | -                                                                     | cap. 15’                                                              |
| 23-3-2018                                                             | Bakau                                                                 | Gambia                                                                | 1 – 1                                                                 | Rep. Centrafricana                                                    | Amichevole                                                            | -                                                                     | cap.                                                                  |
| 22-3-2019                                                             | Blida                                                                 | Algeria                                                               | 1 – 1                                                                 | Gambia                                                                | Qual. Coppa d'Africa 2019                                             | -                                                                     | cap.                                                                  |
| 7-6-2019                                                              | Marrakech                                                             | Guinea                                                                | 0 – 1                                                                 | Gambia                                                                | Amichevole                                                            | -                                                                     | cap.                                                                  |
| 12-6-2019                                                             | Marrakech                                                             | Marocco                                                               | 0 – 1                                                                 | Gambia                                                                | Amichevole                                                            | -                                                                     | cap.                                                                  |
| 6-9-2019                                                              | Bakau                                                                 | Gambia                                                                | 0 – 1                                                                 | Angola                                                                | Qual. Mondiali 2022                                                   | -                                                                     | cap.                                                                  |
| 10-9-2019                                                             | Luanda                                                                | Angola                                                                | 2 – 1                                                                 | Gambia                                                                | Qual. Mondiali 2022                                                   | -                                                                     | cap.                                                                  |
| 13-10-2019                                                            | Bakau                                                                 | Gambia                                                                | 1 – 1 dts (3 – 2 dtr)                                                 | Gibuti                                                                | Qual. Coppa d'Africa 2021                                             | -                                                                     | cap.                                                                  |
| 13-11-2019                                                            | Luanda                                                                | Angola                                                                | 1 – 3                                                                 | Gambia                                                                | Qual. Coppa d'Africa 2021                                             | -                                                                     |                                                                       |
| 18-11-2019                                                            | Bakau                                                                 | Gambia                                                                | 2 – 2                                                                 | RD del Congo                                                          | Qual. Coppa d'Africa 2021                                             | -                                                                     |                                                                       |
| 9-10-2020                                                             | Parchal                                                               | Gambia                                                                | 1 – 0                                                                 | Rep. del Congo                                                        | Amichevole                                                            | -                                                                     |                                                                       |
| 12-11-2020                                                            | Franceville                                                           | Gabon                                                                 | 2 – 1                                                                 | Gambia                                                                | Qual. Coppa d'Africa 2021                                             | -                                                                     | 58’                                                                   |
| 16-11-2020                                                            | Bakau                                                                 | Gambia                                                                | 2 – 1                                                                 | Gabon                                                                 | Qual. Coppa d'Africa 2021                                             | -                                                                     | 80’                                                                   |
| 25-3-2021                                                             | Bakau                                                                 | Gambia                                                                | 1 – 0                                                                 | Angola                                                                | Qual. Coppa d'Africa 2021                                             | -                                                                     |                                                                       |
| 29-3-2021                                                             | Kinshasa                                                              | RD del Congo                                                          | 1 – 0                                                                 | Gambia                                                                | Qual. Coppa d'Africa 2021                                             | -                                                                     | cap.                                                                  |
| 5-6-2021                                                              | Manavgat                                                              | Gambia                                                                | 2 – 0                                                                 | Niger                                                                 | Amichevole                                                            | -                                                                     |                                                                       |
| 11-6-2021                                                             | Manavgat                                                              | Kosovo                                                                | 1 – 0                                                                 | Gambia                                                                | Amichevole                                                            | -                                                                     |                                                                       |
| 9-10-2021                                                             | El Jadida                                                             | Gambia                                                                | 1 – 2                                                                 | Sierra Leone                                                          | Amichevole                                                            | -                                                                     | cap.                                                                  |
| 12-10-2021                                                            | El Jadida                                                             | Gambia                                                                | 2 – 1                                                                 | Sudan del Sud                                                         | Amichevole                                                            | -                                                                     | cap.                                                                  |
| 16-11-2021                                                            | Abu Dhabi                                                             | Nuova Zelanda                                                         | 2 – 0                                                                 | Gambia                                                                | Amichevole                                                            | -                                                                     | cap.                                                                  |
| 12-1-2022                                                             | Limbe                                                                 | Mauritania                                                            | 0 – 1                                                                 | Gambia                                                                | Coppa d'Africa 2021 - 1º turno                                        | -                                                                     |                                                                       |
| 16-1-2022                                                             | Limbe                                                                 | Gambia                                                                | 1 – 1                                                                 | Mali                                                                  | Coppa d'Africa 2021 - 1º turno                                        | -                                                                     | cap.                                                                  |
| 20-1-2022                                                             | Limbe                                                                 | Gambia                                                                | 1 – 0                                                                 | Tunisia                                                               | Coppa d'Africa 2021 - 1º turno                                        | -                                                                     |                                                                       |
| 24-1-2022                                                             | Bafoussam                                                             | Guinea                                                                | 0 – 1                                                                 | Gambia                                                                | Coppa d'Africa 2021 - Ottavi finale                                   | -                                                                     | cap.                                                                  |
| 29-1-2022                                                             | Douala                                                                | Gambia                                                                | 0 – 2                                                                 | Camerun                                                               | Coppa d'Africa 2021 - Quarti di finale                                | -                                                                     |                                                                       |
| 29-3-2022                                                             | Agadir                                                                | Gambia                                                                | 2 – 2                                                                 | Ciad                                                                  | Qual. Coppa d'Africa 2023                                             | -                                                                     | cap.                                                                  |
| 29-5-2022                                                             | Dubai                                                                 | Emirati Arabi Uniti                                                   | 1 – 1                                                                 | Gambia                                                                | Amichevole                                                            | -                                                                     | cap.                                                                  |
| 4-6-2022                                                              | Thiès                                                                 | Gambia                                                                | 1 – 0                                                                 | Sudan del Sud                                                         | Qual. Coppa d'Africa 2023                                             | -                                                                     | cap.                                                                  |
| 8-6-2022                                                              | Brazzaville                                                           | Rep. del Congo                                                        | 1 – 0                                                                 | Gambia                                                                | Qual. Coppa d'Africa 2023                                             | -                                                                     | cap.                                                                  |
| 20-11-2022                                                            | Aksu                                                                  | Gambia                                                                | 0 – 0                                                                 | Guinea-Bissau                                                         | Amichevole                                                            | -                                                                     | cap.                                                                  |
| 24-3-2023                                                             | Bamako                                                                | Mali                                                                  | 2 – 0                                                                 | Gambia                                                                | Qual. Coppa d'Africa 2023                                             | -                                                                     | cap.                                                                  |
| 28-3-2023                                                             | Casablanca                                                            | Gambia                                                                | 1 – 0                                                                 | Mali                                                                  | Qual. Coppa d'Africa 2023                                             | 1                                                                     | cap.                                                                  |
| 14-6-2023                                                             | Ismailia                                                              | Sudan del Sud                                                         | 2 – 3                                                                 | Gambia                                                                | Qual. Coppa d'Africa 2023                                             | -                                                                     | cap.                                                                  |
| 10-9-2023                                                             | Marrakech                                                             | Gambia                                                                | 2 – 2                                                                 | Rep. del Congo                                                        | Qual. Coppa d'Africa 2023                                             | -                                                                     | cap.                                                                  |
| 16-11-2023                                                            | Dar es Salaam                                                         | Burundi                                                               | 3 – 2                                                                 | Gambia                                                                | Qual. Mondiali 2026                                                   | -                                                                     | cap.                                                                  |
| 20-11-2023                                                            | Dar es Salaam                                                         | Gambia                                                                | 0 – 2                                                                 | Costa d'Avorio                                                        | Qual. Mondiali 2026                                                   | -                                                                     | cap.                                                                  |
| 15-1-2024                                                             | Yamoussoukro                                                          | Senegal                                                               | 3 – 0                                                                 | Gambia                                                                | Coppa d'Africa 2023 - 1º turno                                        | -                                                                     | cap.                                                                  |
| 19-1-2024                                                             | Yamoussoukro                                                          | Guinea                                                                | 1 – 0                                                                 | Gambia                                                                | Coppa d'Africa 2023 - 1º turno                                        | -                                                                     | cap.                                                                  |
| 23-1-2024                                                             | Bouaké                                                                | Gambia                                                                | 2 – 3                                                                 | Camerun                                                               | Coppa d'Africa 2023 - 1º turno                                        | -                                                                     | cap. 69’                                                              |
| 8-6-2024                                                              | Berkane                                                               | Gambia                                                                | 5 – 1                                                                 | Seychelles                                                            | Qual. Mondiali 2026                                                   | -                                                                     | cap.                                                                  |
| 11-6-2024                                                             | Libreville                                                            | Gabon                                                                 | 3 – 2                                                                 | Gambia                                                                | Qual. Mondiali 2026                                                   | -                                                                     | cap.                                                                  |
| 8-9-2024                                                              | Bakau                                                                 | Gambia                                                                | 1 – 2                                                                 | Tunisia                                                               | Qual. Coppa d'Africa 2025                                             | -                                                                     | Cap.                                                                  |
| 11-10-2024                                                            | Antananarivo                                                          | Madagascar                                                            | 1 – 1                                                                 | Gambia                                                                | Qual. Coppa d'Africa 2025                                             | -                                                                     | Cap.                                                                  |
| 14-10-2024                                                            | El Jadida                                                             | Gambia                                                                | 1 – 0                                                                 | Madagascar                                                            | Qual. Coppa d'Africa 2025                                             | -                                                                     | Cap.                                                                  |
| 15-11-2024                                                            | Berkane                                                               | Gambia                                                                | 1 – 2                                                                 | Comore                                                                | Qual. Coppa d'Africa 2025                                             | -                                                                     | Cap.                                                                  |
| 18-11-2024                                                            | Tunisi                                                                | Tunisia                                                               | 0 – 1                                                                 | Gambia                                                                | Qual. Coppa d'Africa 2025                                             | -                                                                     | cap.                                                                  |
| 20-3-2025                                                             | Abidjan                                                               | Gambia                                                                | 3 – 3                                                                 | Kenya                                                                 | Qual. Mondiali 2026                                                   | -                                                                     | cap. 38’                                                              |
| 24-3-2025                                                             | Abidjan                                                               | Costa d'Avorio                                                        | 1 – 0                                                                 | Gambia                                                                | Qual. Mondiali 2026                                                   | -                                                                     | cap.                                                                  |
| Totale                                                                |                                                                       | Presenze (1º posto)                                                   | 60                                                                    |                                                                       | Reti                                                                  | 1                                                                     |                                                                       |

## Palmarès

### Club

#### Competizioni nazionali
- Coppa di Turchia: 1

Beşiktaş: 2023-2024
- Supercoppa di Turchia: 1

Beşiktaş: 2024